# Estádio de Tampere
O Estádio Ratina é um estádio localizado em Tampere, na Finlândia.
Inaugurado em 1965 e reformado em 2004, possui 17.000 lugares.
Usado principalmente para partidas de futebol, é utilizado pelo clube Tampere United e para alguns jogos da Seleção Finlandesa de Futebol.

## Ligações Externas
- WorldStadiums.com